# 김익영
김익영(金益寧, Kim Yik-yung, 1935년 2월 19일~ )은 한국의 도자 예술가이다. 별호는 토전(土田, Toujunn)이다.창덕궁을 사유지로한 주택을 소유하고 있으며, 서울공대에서 화학공학을 전공하고 미국으로 건너가서 뉴욕의 알프레드 대학원에서 도자를 연구하고 돌아와서는 국립박물관 미술과에서 근무했다. 천년간에 한국백자 역사를 조망했을 때 20세기 후반은 전통의 단절이 있었던 20세기 전반의 도자를 재현하는 도자예술계의 흐름이 있었다. 김익영은 미국 뉴욕주립 알프레드 요업대학원을 수학한 뒤 귀국하여 국립박물관에서 3년간 전남 광주 충효동 무등산록의 요에서 출토된 각종 분청자를 정리하는 등 한국 도자의 본질을 파악하고자 노력하였다. 김익영의 작품은 최근 도예계의 제품으로서의 용도가 뚜렷해야한다는 주장과 용도에서 벗어나 예술성을 추구할 수 있다는 주장사이에서 어느 한쪽에 치우치지 않는다는 평가를 받고 있다. 또한 그는 한국의 전통적인 도예 작품의 예술적 가치를 계승하면서 그 안에서 핵심원리를 추출하여 자신의 작품세계를 구축하였다. 아버지는 김성구이고, 어머니는 이주희이다.

## 학력
- 1957년 서울대학교 공과대학 화학공학과 학사
- 1958년 서울대학교 대학원 요업공학전공 입학 및 1년 수료
- 1959년 홍익대학교 공예미술학과 학사편입 및 1년 수료
- 1961년 미국 뉴욕주립 앨프레드 요업대학원 졸업 (미술석사학위)

## 경력
- 1957년 3월 홍익대학교 도예과정 1년수료
- 1958년-1959년 AID, 중앙 공예 디자인 시범소 연구원
- 1960년-1961년 뉴욕주립 알프레드 요업대학 수업조교
- 1961년-1963년 국립 중앙 박물관 미술과 학예연구원
- 1963년-1964년 덕성여자대학교 생활미술학과 전임교수
- 1964년-1965년 일본 도쿄시립미술대학 초청강사 및 연구원
- 1965년-1967년 연세대학교 가정대학 주생활과 강사
- 1967년-1968년 AID 디자인 개발 연구원
- 1969년-1974년 무역진흥공사 디자인개발 기획역
- 1975년-2000년 국민대학교 조형대학 공예미술과 교수
- 2000년-현재 현 국민대학교 조형대학 공예미술학과 명예교수

## 생애
1935년 식산 은행(산업 은행 전신)에 근무하는 김성구(金成九) 씨와 서울 여상 1회 졸업생 이주희(李周熹)씨 사이의 1남 5녀 중 차녀로 태어남. 같은 해 원산으로 이주, 8.15 해방을 맞이하여 월남. 부친은 청진 교향악단을 창설하였고, 그림과 서예에도 조예가 있었으며 함북 축구 단장을 지내는 등 광범위한 활동을 하였음. 은행을 사임하시고 농업입국을 몸소 실현, 육종에 깊이 몰두하여 후에 무와 배추의 교배종 연구 중에 돌아가심.
1953년 부친의 권유로 농업의 2차 산업화를 위해 서울대 공과대학 화공과에 진학
1957년 서울공과대학 대학원 진학(1년) 한국의 몇 안되는 우수한 자원 중 고령토가 있음을 인지하고 요업공학 전공. 일본 학술지에 실리는 일본 도예를 접하고 흥미를 가졌으며, 당시 미국 유학 후 귀국하신 임응극 교수로부터 미국의 활발한 도자 공예 교육을 권유받음
1958년 요업 공업에서 도자 공예로 전환 AID(미국 경제개발 협조처) 홍익대에 신설된 공예 디자인과 학사 편입 1년 수료
1959년 AID 훈련 프로그램에 의하여 홍익대의 보증으로 알프레드 요업 대학원 입학. 대학에서 화공과 전공을 인정받아 석사과정으로 입학
1961년 알프레드 재학 당시 현대도예의 철학적 근거를 마련한 영국인 버나드 리치(Bernard Leach)의 세미나에서 ‘한국의 조선시대 도자가 현대인이 지향해야 하는 미의 세계’라는 결론으로 종결, 강의에서 깊은 감명을 받아 조선조 도자를 연구하는 계기를 가지게 됨. 미술 석사 취득 후 귀국(국내 최초 공예석사학위 수여자)
1963년 국립 중앙 박물관에서 연구원, 당시 <달항아리>, <푼주>와 같은 서민적인 형태의 백자가 가지는 미적 조형성에서 도예가로서 영감을 받음. 덕성여대에 신설되는 생활 미술과 주임으로 부임하여 강의와 작업을 병행. 주말마다 이천의 홍제표 가마에서 작업. 알프레드 시절 은사인 다니엘 로즈(Daniel Rose) 교수 방한으로 한국의 열악한 도자 현실을 보고 일본에서 작업 경험을 갖기를 권유받음. 우리나라의 다양한 전통 제기를 보고 ‘의반 시리즈’를 제작하는 계기를 가지게 되며, 제기의 당당한 독립적 구성의 ‘굽’에도 많은 관심을 가짐.
1964년 다니엘 로즈 교수의 주선으로 일본 경도 시립 미술대학 초빙교수로 1년간 연구 및 제작. 당시 교토대학 교수로부터 “흙을 다루는 능력이 피 속에 있다”는 말을 듣기도 함.
1965년 제 1회 개인전[살롱 파고돈], 일상 용기들로 화기, 수반, 반상기 등 일본에서 제작한 작품들 전시
1969년 무역 진흥 공사 디자인 개발 담당 기획역을 맡아 전국의 공예품 수출을 위한 디자인 개발을 하면서 전통무늬, 문양, 요소를 현대화 시키는 작업을 함.
1975년 국민대학 생활 미술과 전임으로 부임. 이 시기부터 개인 가마를 소유하면서 전적으로 도자에 전념하게 되며, 당시 식기로 스테인과 플라스틱이 쓰이던 상황에서 도예인으로서 스스로의 식탁부터 개선하자는 생각으로 식생활 문화에 백자를 도입하여 작품으로 제작하게 됨. 이후 생활 주변으로 거실, 옥내, 옥외로 점점 적용 범위를 넓혀서 제작하게 됨.
1983년 일본 동경 화랑과 우에다 화랑에서 동시 초대전을 하였으며, 당시 ‘삼채(三彩)’라는 일본 잡지에서 비평문을 싣기도 하였음.
1986년 미국에서 1년간 안식년을 지내면서 알프레드 대학을 비롯하여 여러 학교를 순회하면서 다양한 교과과정을 연구하게 되며, 특히 미국에서 일어나고 있는 다양한 도자 기법 중 ‘봉합 기술’에 매력을 느끼게 되어 이후 오브제 작품을 시작하는 시초가 됨.
1987년 미국 에버슨 도자 미술관 전시에 오브제 작품 출품
1988년 블랙 앤 화이트 전[국립 현대 미술관]
1989년 현대 화랑 초대전, 오브제의 연작으로 작품대가 필요 없는 바닥형 기(Floor Vessel)와 의반 시리즈를 전시함. 이때 오브제가 기물보다 먼저 사람들의 관심을 끄는 현상에 매우 고무되어 이후부터는 ‘기능성이 없는 것은 무용하다’는 전제에서 ‘오브제든 무엇이든 관계없다’라는 개념으로 작업하는 입장에서는 차이가 없음을 인지하게 됨.
1995년 광주 비엔날레 주전시관의 독립 공간에 전시. 회화, 조소에 공예 부문이 동참함으로써 도예가의 긍지와 자부심을 느낌.
1997년 독일의 프랑크푸르트 전[프랑크푸르트 공예박물관, 독일] 출품, 푼주 시리즈가 미니멀의 영향을 받아 굽이 사라짐.
1998년 대형 기물 제작 시도. 물레성형에서 얻는 원통을 절개하고 폄으로서 효율적인 도판제작이 가능하게 되고, 이로 인해 대작 기물 또한 가능하게 됨. 물레에서 나타나는 리듬이 소성 공정에서 스며나와 부드러운 면을 만듦. 목금토갤러리 대형기물작품 전시
2002년 서미화랑 초대전. 굽이 없으면서 비대칭적인 푼주 제작. 현재까지 비대칭적인 푼주에 관심을 가짐.
2004년 국립 현대 미술관 ‘올해의 작가’로 선정 ․ 전시

## 주요 활동
- 대한민국 공예대전 심사위원
- 서울 현대 도예 공모전 심사위원(서울 신문사) 1982년
- KBS 생활도예 공모전 심사위원(한국방송공사) 1982년
- 우덕빌딩 도벽제작 기술자문
- 한국은행 신관 도벽제작 기술자문
- 한국 공구 구로공단 본관 미술도벽 제작
- ‘89 서울현대도예비엔날레 운영위원 1989년
- 오슬로 국제 도자 미술 심포지엄 참가 1990년
- 국제 도예 심포지엄 참가, 시가라끼 1991년
- 국제 도예 심포지엄 학술발표, 핀란드 산업미술대학 주최, 1992년
- 92 NCECA Philadelphia 참가 1992년
- 터키 이스탄불 IAC 총회 참가 1992년
- 93 NCECA San Diego 참가 1993년
- 한국도자기(주) 산학협동디자인 개발 1994년
- IAC 국제도예아카데미 참가, 체코/프라하, 1994년
- IRIS 국제 도예 심포지엄 학술발표, 핀란드, 1994년
- 94 NCECA New Orleans 참가 1994년
- 한국 도예 30년 전, 국립현대미술관 1994년
- 국립 중앙박물관 도예강좌 자문위원 1996년
- 일본 IAC 총회 참가 1996년
- DETROIT INSTITUTE OF ARTS 초청강연 1999년
- 세계 도자기 엑스포 생활 도자 전통 부문 1인 심사 1999년
- 독일 IAC 총회 참가 1998년
- ROYAL MUSEUM, EDINBURGH 초청강연 2000년
- 국제도예아카데미(IAC) 회원 2000년
- 동서산업 타일 및 위생도기 디자인 개발 2002년
- 그리스 IAC 총회 참가 2002년
- 2003 세계 도자기 엑스포 세라믹 하우스 욕실 디자인 및 설치 2003년
- 2003 세계도자기 엑스포 국제 공모전 상패 디자인 및 제작 2003년
- 2004년도 엑스포 운영위원
- 2005년 Expo 국제 도예 공모전 심사위원

## 전시 정보

### 개인전
- 1965      살롱 파고돈 초대전
- 1975      백록화랑 초대전
- 1975      아름화랑 초대전
- 1978      통인화랑 초대전
- 1980      공간미술관 초대전
- 1980      대구맥항화랑 초대전
- 1983      일본 동경화랑, 우에다화랑 동시 초대전
- 1984      일본 동경 오다우화랑
- 1985      신세계 미술관 초대전
- 1989      현대화랑 초대전
- 1991      일본 나고야 메이데쓰미술관 초대전
- 1992      화랑 TOP's초대전
- 1995      광주 비엔날레 주전시 한국대표작가 출품
- 1997      통인화랑 초대전
- 1998      크레프트 스페이스 목금토 초대전 < 2000 금호화랑 초대전 작품소장
- 2000      금호미술관 및 노화랑 동시 초대전
- 2002      공예문화진흥원 초대전
- 2002      서미 화랑 초대전
- 2003      한국공예문화진흥원 초대전
- 2004      국립현대미술관 선정 올해의 작가 초대전
- 2005      Gallery Caria Koch 초대전
- 2011      대구 MBC갤러리M 초대전
- 2012      방산자기박물관 김익영 :: Ceramic 초대전
- 2014      김익영 : 현대 건축의 공간 속으로, 조은숙 갤러리 초대전

### 단체전
- 1961      미국 신인 작가 초대전, 일리노이대학
- 1961      위치다 네셔널 도예전, 캔사스, 미국
- 1961      로체스터 핑거레이크전, 뉴욕, 미국
- 1971      한국 도예가 11인전, 신세계 화랑
- 1972      USIS 초대전, 미국
- 1977      77년 신춘 초대전, 현대 화랑
- 1978      한국현대 도예전, 국립현대 미술관
- 1982      한미 수교 100주년 기념 한국 현대도예, 뉴욕, 로스엔젤레스, 미국
- 1984      쥬니치 국제 도예전, 나고야
- 1985      현대미술 40년전, 현대 화랑
- 1987      NCECA 현대 한국도예 3인전, 에버슨 미술관
- 1988      한국 현대 미술전 국립현대미술관
- 1989      서울현대도예비엔날레, 서울시립미술관
- 1994      에버슨 미술관 소장 현대도예전, 타이페이
- 1994      자그레브 국제트리비엔날레
- 1995      하와이 대학 미술관 동서 도자 워크샵, 작품전
- 1996      제1회 아세아 공예미술전 초대출품, 후쿠오카, 일본
- 1997      독일 프랑크푸르트 공예박물관, 제7회 트리엔날레 “형태와 내용”전
- 1999      학고재 기획 현대도예 초대출품, “비움과 채움”전
- 2000      스코틀랜드 국립박물관 초대출품, “표면의 표현”전
- 2004      뉴욕 강 콜렉션 초대전, 미국
- 2004      IAC 회원전, 경기도 광주
- 2005      Special Exhibition for EXPO AICHI, 일본 아이치
- 2006      박여숙 화랑, 도자향 서권기
- 2007      아시아 도자 삼각주 한국, 대만, 일본 -  대만 잉거도자박물관, 일본 기후현현대도예미술관, 한국 이천세계도자센터
- 2007      청주 비엔날레 “잃어버린 가치를 찾아서”
- 2008      서울 디자인 올림픽 초청 전시
- 2011      도자 속의 삶: 현대 한국작가 5인전 UCLA 파울러 뮤지엄, 미시간대학 미술관
- 2013      공예트랜드페어 단체전, 코엑스
- 2013      한국공예의 法古創新(법고창신) 2013 단체전 - 밀라노 트리엔날레 디자인 뮤지엄, 서울 문화역, 대만 국제문화창의산업박람회
- 2013      Newstart 2013 한국미술의 발자취, 서울대학교 미술관
- 2013      Korea Power: Design and Identity, 프랑크푸르트 응용미술박물관
- 2014      백자예찬 : 미술, 백자를 품다, 서울미술관
- 2014      Korean Contemporary Ceramics, San Francisco International Airport 샌프란시스코 아시아 미술관
- 2014      코리안 뷰티 : 두개의 자연 Korean Beauty : Two Kinds of Nature 소장품특별전 국립현대미술관 서울관

## 소장처
- 국립현대미술관 [과천]
- 호암미술관 [서울]
- 대유문화재단(영은 미술관) [광주/경기도]
- 에버슨 도자 미술관 [시러큐스/미국]
- 클리블랜드 미술관 [클리블랜드/미국]
- 로얄 메레 몬트 박물관 [벨기에]
- 영국대영박물관 [영국]
- 스코틀랜드 국립 박물관 [영국]
- 빅토리아 & 앨버트 미술관 [영국]
- 디트로이트 인스티튜트 오브 아트 [미국]
- 로얄 온타리오 박물관 [캐나다]
- 스미소니언박물관 [미국]
- 대만 국립역사 박물관[대만]
- 샌프란시스코 동양 박물관 [샌프란시스코/미국]
- 필라델피아 미술관 [필라델피아/미국]
- 시카고 스마트 미술관 [미국]
- 하와이 호놀룰루 아카데미 오브 아트 [미국]
- 하와이대학 갤러리 [미국]

## 참고 자료
- 국립현대미술관, <<김익영>>, 컬쳐북스, 2004, ISBN 8995473312
- 유홍준, <<정직한 관객 : 유홍준 시평 모음>>, 학고재, 1996, ISBN 8985846132
- 이건수, <<토착과 자생>>, (주)월간미술, 2002, ISBN 89-88588-04-5 03600